# ラージャ (護衛空母)
|          |                                          |
| 艦歴     |                                          |
| 発注     |                                          |
| 起工     | 1942年12月17日                           |
| 進水     | 1943年5月18日                            |
| 就役     | 1944年1月17日                            |
| 退役     | 1947年2月7日                             |
| 除籍     |                                          |
| その後   | 商船として売却                           |
| 性能諸元 |                                          |
| 排水量   | 9,800トン                                |
| 全長     | 492.25 ft (150 m)                        |
| 全幅     | 69.5 ft (21.2 m)                         |
| 吃水     | 25.5 ft (7.8 m)                          |
| 機関     |                                          |
| 最大速   | 17 ノット (31 km/h)                      |
| 航続距離 |                                          |
| 乗員     | 士官、兵員646名                          |
| 兵装     | 5インチ砲2門、40mm機銃16基、20mm機銃20基 |
| 搭載機   | 24                                       |

プリンス (USS Prince, AVG/ACV/CVE-45) は、アメリカ海軍の護衛空母。ボーグ級航空母艦の1隻。

## 艦歴
艦は海事委任契約の下ワシントン州タコマのシアトル・タコマ造船所で1942年12月17日に起工する。1942年11月13日にプリンスと改名され、1943年5月18日にJ・L・マクギーガン夫人によって進水する。1943年7月15日に CVE-45（護衛空母）に艦種変更され、1943年10月17日にレンドリース法に基づきイギリス海軍に移管され、ラージャ (HMS Rajah, D10) と命名された。
戦争が終了すると1946年12月13日にバージニア州ノーフォークに帰還し、アメリカ海軍へ返還された。1947年2月7日に除籍され、7月7日にアラバマ州モービルのウォーターマン・スチームシップ社に売却され、1948年に Drente と改名された。その後 Lambros、Ulysses と改名され、1975年に台湾でスクラップとして廃棄された。